# Smyga distincta
Smyga distincta är en insektsart som beskrevs av Irena Dworakowska 1995. Smyga distincta ingår i släktet Smyga och familjen dvärgstritar. Inga underarter finns listade i Catalogue of Life.